# مهند عبدالرحیم
مهند عبدالرحیم (عربی: مهند عبد الرحيم كرار؛ زاده ۲۲ سپتامبر ۱۹۹۳) یک بازیکن فوتبال اهل عراق است که برای باشگاه فوتبال الظفره امارات بازی می کند.
وی همچنین در تیم ملی فوتبال عراق بازی کرده است.